# نديم بوزا
نديم بوزا (بالبوسنوية: Nedim Buza)‏ مواليد 10 مايو 1995 في البوسنة والهرسك، هو لاعب كرة سلة بوسني. بدأ مسيرته الاحترافية في سنة 2011. يلعب مع أوستند. يحمل الرقم 5. يبلغ طوله 6 قدم 8 بوصة (2.0 م).

## روابط خارجية
- نديم بوزا على موقع الاتحاد الدولي لكرة السلة (الإنجليزية)
- نديم بوزا على موقع كرة السلة الأوروبية.كوم (الإنجليزية)
- نديم بوزا على موقع DraftExpress.com (الإنجليزية)
- نديم بوزا على موقع ريلجم (الإنجليزية)
- نديم بوزا على موقع بروبوليرز (الإنجليزية)